# General Pedernera (departamento)
General Pedernera é um departamento da Argentina, localizado na 
província de San Luis.